# Нестеренко, Таисия Григорьевна
Таисия Григорьевна Нестеренко (12 мая 1990) — украинская футболистка, полузащитница российского клуба «Рубин».

## Биография
Начала заниматься футболом во дворе, а с 12 лет играла в любительской команде. В играх взрослого чемпионата Украины дебютировала в 2005 году.
В 2006 году перешла в харьковский клуб «Жилстрой-1», где выступала в течение 15 лет. Дебютный матч за клуб сыграла 17 мая 2006 года в третьем туре высшей лиги против донецкой «Дончанки» (1:0), провела на поле все 90 минут. Уже 27 мая 2006 года забила первые голы в высшей лиге, сделав «дубль» в ворота киевского «Атекса» (7:0). В чемпионатах Украины за «Жилстрой-1» сыграла почти 200 матчей, забила 88 голов, была капитаном команды. Со своим клубом завоевала 9 чемпионских титулов и 11 Кубков Украины. Неоднократная участница розыгрышей Лиги чемпионов, где забила более 10 голов. В 2016 году пропустила полгода из-за травмы коленного сустава.
В 2021 году перешла в российский клуб «Звезда-2005» (Пермь). Дебютный матч в чемпионате России сыграла 13 марта 2021 года против «Енисея». С 2022 года выступает за казанский «Рубин».
Выступала за молодёжную сборную Украины (до 19 лет).

## Достижения
- Чемпионка Украины (9): 2006, 2008, 2011, 2012, 2013, 2014, 2015, 2018, 2019
- Серебряный призёр чемпионата Украины (6): 2007, 2009, 2010, 2016, 2017, 2020
- Обладательница кубка Украины (11): 2006, 2007, 2008, 2010, 2011, 2013, 2014, 2015, 2016, 2018, 2019
- Финалистка Кубка Украины (1): 2009